# Malapert (cráter)

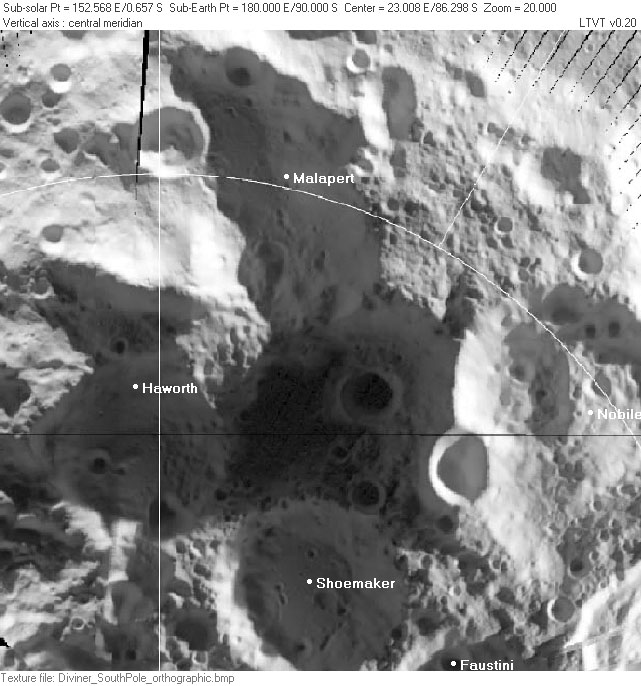
Fotografía de la misión Lunar Reconnaissance Orbiter

Malapert es un cráter de impacto que se encuentra cerca del terminador sur de la Luna. Desde la Tierra esta formación se observa lateralmente, limitando el detalle que se puede observar. Dada su situación próxima al polo sur lunar, el cráter se ilumina con ángulos muy bajos, por lo que las partes del interior permanecen en oscuridad prácticamente perpetua. Los cráteres más cercanos son Cabeus al oeste, y Shoemaker al sur-sureste, más cercano al polo sur de la Luna.
El borde de Malapert forma un anillo irregular de picos alrededor del suelo interior. El lado occidental del borde está cubierto por lo que parecen ser cráteres de impacto. También aparecen pequeños cráteres que cubren el borde sureste. Gran parte del interior y los detalles del brocal permanecen ocultos por las sombras.
La parte suroeste del cráter forma parte de una elevación de 5 km de altura que ha sido designada extraoficialmente como Montaña Malapert. Esta cresta es  más ancha en una línea que discurre aproximadamente de este a oeste, aunque los detalles de la parte posterior están ocultos por las sombras. El pico de esta cresta se halla casi exactamente en la longitud 0°, y tiene la característica inusual de ser visible tanto desde la Tierra como desde el cráter Shackleton, situado sobre el polo sur lunar.

## Misión al polo sur lunar
Debido a la particular ubicación de la montaña Malapert, se ha propuesto como la ubicación ideal para situar un transmisor de cara a realizar una expedición al polo sur lunar. La parte posterior de esta cresta también se encuentra dentro de la sombra de las señales de radio de las transmisiones de la Tierra, y por este motivo ha sido sugerido como un emplazamiento ideal para localizar un radiotelescopio libre de interferencias electromagnéticas.
En julio de 2013, la empresa privada Luna Express dio a conocer los detalles de una misión planeada para no antes de 2018. La misión prevé ubicar dos telescopios sobre la Luna, con su ubicación preferente en el cráter Malapert, para aprovechar los beneficios previamente identificados por los científicos. El equipo incluiría tanto un radiotelescopio de 2 m, como un telescopio óptico.
El diseño específico de esta misión se anunció públicamente el año anterior, en colaboración con la International Lunar Observatory Association (ILOA).

## Cráteres satélite
Por convención estos elementos son identificados en los mapas lunares poniendo la letra en el lado del punto medio del cráter que está más cercano a Malapert.
|          | \| Malapert \| Coordenadas \| Diámetro \| \| -------- \| ----------------------------- \| -------- \| \| A \| 80°24′S 3°24′O / -80.4, -3.4 \| 24 km \| \| B \| 79°06′S 2°24′O / -79.1, -2.4 \| 37 km \| \| C \| 81°30′S 10°30′E / -81.5, 10.5 \| 40 km \| \| E \| 84°18′S 21°12′E / -84.3, 21.2 \| 17 km \| \| F \| 81°30′S 14°54′E / -81.5, 14.9 \| 11 km \| \| K \| 78°48′S 6°48′E / -78.8, 6.8 \| 36 km \| |          |
| Malapert | Coordenadas | Diámetro |
| A        | 80°24′S 3°24′O / -80.4, -3.4 | 24 km    |
| B        | 79°06′S 2°24′O / -79.1, -2.4 | 37 km    |
| C        | 81°30′S 10°30′E / -81.5, 10.5 | 40 km    |
| E        | 84°18′S 21°12′E / -84.3, 21.2 | 17 km    |
| F        | 81°30′S 14°54′E / -81.5, 14.9 | 11 km    |
| K        | 78°48′S 6°48′E / -78.8, 6.8 | 36 km    |

## Fotografías de los polos lunares
En una mesa redonda sobre recursos espaciales copatrocinada por el Lunar and Planetary Institute, una presentación de B.L. Cooper subrayó la dificultad de obtener imágenes del terreno iluminado por la luz solar con ángulos de alta incidencia. No obstante, las imágenes de su presentación muestran bien la zona de la montaña Malapert.

## En la cultura popular
En la década de 1970, la serie de ciencia ficción británica Space: 1999 situaba la Base Lunar Alfa en el cráter Malapert.